# تپه امامزاده طوسی
تپه امامزاده طوسی مربوط به دوران فرادیرینه‌سنگی - دوره نوسنگی است و در شهرستان کرمانشاه، بخش مرکزی، دهستان دورود فرامان، ۱۰۰ متری جنوب شرق روستای بیجانه واقع شده و این اثر در تاریخ ۱۸ اسفند ۱۳۸۷ با شمارهٔ ثبت ۲۴۸۱۲ به‌عنوان یکی از آثار ملی ایران به ثبت رسیده است.